# 马后炮
马后炮，象棋中的杀招，炮、马与对方将 （帅）并线。马位于将（帅）前两格，作炮的炮架，同時限制对方将（帅）的移動。炮位于马后，使对方将（帅）无法移动。
马后炮的炮和马可以相連，中間也可以有空的格子，但不能有其他棋子。
应将一方可以通过吃炮、在马和将/帅之间塞子（蹩马腿）、在炮和马之间塞子三种方式来化解。

## 其他意思
在粵語中，以馬後炮作諺語比喻「事后孔明」。